# Hulk (Comic)

Logo des Hulk-Comics

Hulk [hʌlk] (englisch Koloss, Klotz) ist die Titelfigur aus den gleichnamigen Marvel-Comics. Die erste Ausgabe wurde im Mai 1962 von Stan Lee und Jack Kirby veröffentlicht. Im Comic wird die Geschichte des Nuklearphysikers Dr. Bruce Banner erzählt, der nach einem Unfall mit dem Prototyp einer Gamma-Bombe großen Mengen an Gammastrahlung ausgesetzt wurde und sich fortan bei jedem Anflug von Wut in das rasende Monster Hulk verwandelt. Der hünenhafte Kraftprotz gerät wegen seiner durchschlagenden Stärke im jeweiligen Storyverlauf häufig in Auseinandersetzungen mit bewaffneten Streitkräften, die Hulk stoppen und ihn auch als „Waffe“ für sich nutzen wollen. Hulks grüne Hautfarbe erklärt sich durch die unzähligen Chloroplasten in seiner Haut, mit denen er die nötigen Stoffwechselprodukte für seinen Energiebedarf herstellen kann.
Die Geschichte wurde oft adaptiert, darunter gibt es eine Reihe von Animationsserien, eine Fernsehserie und diverse Fernsehfilme mit Bill Bixby als Banner und Lou Ferrigno als Hulk sowie zwei Kinofilme von Ang Lee und Louis Leterrier.

## Publikationsgeschichte
Im Pilotband wird erzählt, wie Dr. Bruce Banner bei dem Versuch, den jungen Rick Jones vom Testgelände einer von ihm entwickelten „Gamma-Bombe“ zu retten, einem Attentat zum Opfer fällt und eine gewaltige Dosis Gammastrahlung aufnimmt. In diesem ersten Auftritt ist Hulks Hautfarbe noch grau, eine Entscheidung von Stan Lee, der ihn keiner ethnischen Gruppe zugehörig machen wollte. Colorist Stan Goldberg bestand auf einer Änderung, weil die Färbetechnik die Farbe Grau zum damaligen Zeitpunkt nicht beständig und klar darstellen konnte, was zu verschiedenen Grautönen und sogar grün in der Ausgabe führte. So erhielt Goldberg für alle weiteren Bände die Freigabe, Hulks Haut grün zu färben. Neuauflagen und Erzählungen über seine Herkunft zeigen in den nächsten zwei Jahrzehnten immer einen grünen Hulk, erst Ausgabe #324 der Serie Incredible Hulk verriet 1986, dass Hulk zum Zeitpunkt seiner Erschaffung grau war. Kurioserweise hatte auch Iron Man, eine andere Marvel-Figur der frühen 1960er Jahre, eine graue Färbung in seiner ersten Ausgabe (Tales of Suspense, Ausgabe #39) und erhielt schon ein Heft später eine neue Farbe, in diesem Fall Gold.
Seinen Zweitnamen Robert erhielt die Figur des Dr. Robert Bruce Banner, nachdem er von Autoren der Comicreihe Die Fantastischen Vier (Ausgabe #25, April 1964) fälschlicherweise als „Bob Banner“ bezeichnet worden war. Als der Fehler drei Ausgaben später eingestanden wurde, änderte man den Namen kurzerhand in Robert Bruce Banner. Das Aussehen Hulks orientierte sich zunächst stark an dem Makeup von Boris Karloff in dem Film Frankenstein (1931) und dessen Nachfolgern. Unter dem Eindruck des modernen Bodybuildings wurde die Figur jedoch immer muskulöser. Auch die Überreste der durch die schnelle Transformation in den Hulk zerreißenden Kleidung variierten; anfangs trug Hulk noch eine Art riesige Jacke neben seiner kaputten Hose.  Zu Anfang benutzte Banner eine Gamma-Maschine, um sich jederzeit auf Wunsch in einer Höhle verwandeln zu können – die Folgen waren eine Verschlimmerung des Hulk und seiner Aggressivität. Anfangs war seine Identität auch ein großes Geheimnis – bis Rick Jones es eines Tages verriet, als er den Hulk für tot hielt.
Marvel veröffentlichte nur sechs Ausgaben der ersten Hulk-Serie, ehe die Reihe wieder eingestellt wurde. Kurz nachdem das Serien-Ende bekannt gegeben worden war, erhielt Schöpfer Jack Kirby einen Brief aus dem Studentenwohnheim eines College, aus dem er erfuhr, dass Hulk als dessen Maskottchen ausgewählt worden war. Kirby und Lee erkannten, dass ihre Figur ein Publikum im College-Alter gefunden hatte, einer demografischen Gruppe, die Comic-Verleger bis dahin weitgehend ignoriert hatten. Sie gaben Hulk zahlreiche Gastauftritte in anderen Comic-Serien und machten ihn zu einem der Gründungsmitglieder der gerade ins Leben gerufenen Superhelden-Gruppierung und Comic-Serie Die Rächer. Hulk bekam nun einen regulären Auftritt in der Reihe Tales To Astonish, einer von Marvels Anthologie-Serien zur damaligen Zeit. Nach einigen Jahren wurde Tales to Astonish wegen Hulks Popularität umbenannt in Incredible Hulk, diese erneute eigene Serie des Titelhelden lief bis März 1999, als Marvel die Serie mit einer neuen Ausgabe #1 neu startete. Dieser Neustart wurde mittlerweile erneut rückgängig gemacht und die ursprüngliche Nummerierung wiederaufgenommen.
Peter David wurde 1986 Autor der Serie und hatte den Posten zwölf Jahre und 140 Ausgaben lang inne. Davids Arbeit veränderte Banners Charakterisierung, wie sie vor dem Unfall war, und die Art der Beziehung zwischen Banner und Hulk. Er fügte dem Charakter Banners nicht nur eine unglückliche Kindheit hinzu, sondern erdachte auch die verschiedenen Persönlichkeiten des Hulk, wie etwa Mr. Fixit (eine zeitweise Rückkehr zum ursprünglich erdachten grauen Hulk) oder den aus einer alternativen Zukunft stammenden, gealterten und bösen Maestro. Ursprünglich wurde Banner als normaler, schüchterner Mann dargestellt, dessen negative Emotionen – Stress, Angst, Wut – durch Hulk ein Ventil fanden. David machte Banner jedoch zu einem Opfer multipler Persönlichkeiten, zu jemandem, der schon ernste mentale Probleme hatte, lange bevor Hulk Teil seines Lebens wurde. David baute einen früheren Handlungsstrang weiter aus, nach dem Banner als Kind misshandelt wurde. Er stellte dar, wie dies sehr viel unterdrückten Schmerz in der Figur auslöste und damit eine dissoziative Identitätsstörung hervorrief. Banners Psyche entspringen demnach drei Hulks, der Savage Hulk, Joe Fixit und der Professor, eine Mischung aus Savage Hulk und Banner.
In den frühesten Geschichten war noch gar nicht Stress der Auslöser für die Verwandlungen, sondern der graue Hulk erschien immer, wenn es dunkel wurde. Im Spezial-Comic Superman vs. Hulk wurde direkt darauf angespielt, dass sich der Hulk erstmals tagsüber zeigte.
1998 folgte David dem Vorschlag von Editor Bobbie Chase, den Charakter Betty Banner, mittlerweile Ehefrau Bruce Banners, sterben zu lassen. In einem Interview in Wizard: The Guide to Comics verriet David, dass ihn zu dieser Zeit seine Frau verlassen hatte, was sich als Inspirations-Schub für die Storyline herausstellte. Marvels Verantwortliche sahen Bettys Tod als eine Möglichkeit, den Savage Hulk zurückzubringen. David war damit allerdings nicht einverstanden und musste daraufhin die Serie verlassen. Nachdem David Hulk den Rücken gekehrt hatte, wurde vorläufig Joe Casey als Autor angestellt. Casey brachte die Figur nun in die Richtung, die Marvel schon früher gefordert hatte. So wurde Hulk stumm, doch Caseys kurzes Engagement fand wenig Anklang, und er beendete die Serie.
Marvel verpflichtete später John Byrne für eine zweite Auflage der Reihe mit Ron Garney als Zeichner. Byrne plante bis zum nächsten Jahr. Kreative Differenzen führten aber zu seiner Absetzung, bevor sein erstes Jahr vorbei war. Kurzerhand übernahm Erik Larsen die Autorenpflichten an seiner Stelle. Hinzu kam außerdem Paul Jenkins, der einen Storybogen schrieb, in dem Banner und die drei Hulks (Savage, Gray Hulk und der Professor, jetzt mit eigenständiger Persönlichkeit) in der Lage sind, mental miteinander zu agieren. Er rief außerdem die Figur General Ryker ins Leben, der für den Testlauf der Gamma-Bombe am Anfang der Serie – und somit für Hulks Entstehen – verantwortlich war und nun plant, noch mehr Kreaturen dieser Art zu schaffen.
Als nächster Autor durfte sich Bruce Jones versuchen, der einführte, dass Banner mittels Yoga-Übungen versucht, die Kontrolle über Hulk zu gewinnen, und nebenbei von einer geheimen Verschwörung verfolgt, dabei aber vom mysteriösen Mr. Blue unterstützt wird. Jones konzentrierte sich auf ein Horror-Thema mit Hulk als Flüchtling, beeinflusst von der ursprünglichen Fernsehserie. Jones erdachte während seiner 43 Ausgaben dauernden Arbeit außerdem die limitierte Serie Hard Knocks, die Marvel als Lückenfüller zur aktuell laufenden Hulk-Reihe veröffentlichte.
Peter David, der anfangs einen Vertrag für sechs Ausgaben einer limitierten Serie von Tempest Fugit unterzeichnet hatte, kehrte für ein Jahr als Autor zurück, als entschieden war, diese Geschichte in die aktuell laufende Hulk-Reihe mit einzubauen. Tempest Fugit offenbarte, dass ein Gegenspieler namens Nightmare Hulk für Jahre manipuliert und ihn auf verschiedene Art und Weisen gequält hatte – als Rache für vergangene Niederlagen, die Hulk ihm zugefügt hatte. Nach einem Epilog über eine Ausgabe verließ David mit der Begründung, er brauche seiner Karriere wegen Arbeit anderer Art, erneut die Serie.
Im Mai 2007 startet Marvel einen Crossover namens World War Hulk, der Hulk im Mittelpunkt hatte. Der aktuelle Chefredakteur Joe Quesada behauptet, das Event stehe dem Vorjahresevent Civil War im Sommer 2006 um nichts nach, obwohl es durch die geringere Anzahl an Titeln kleiner ausfallen wird. Die limitierte Serie zur Veranstaltung wird von Grek Pak geschrieben und John Romita Jr. illustriert.
Im Anschluss an World War Hulk wurde die Serie des Hulk abermals mit einer Nr. 1 neu gestartet, diesmal unter der Feder des Comicautors Jeph Loeb.

## Persönlichkeit und Verhalten

### Grundsätzliches
Hulk ist das Alter Ego von Dr. Robert Bruce Banner, einem genialen Nuklearphysiker. Banner wird, als er einen Jungen retten will, der auf das Versuchsgelände gelaufen ist, von einer hohen Dosis von Gammastrahlung getroffen. Diese tötet ihn allerdings nicht, sondern Banner verwandelt sich ab jetzt jeweils nach einem Triggerereignis (meist Wut) in eine große, übermenschlich starke, grüne Kreatur.
Obwohl Hulk nahezu ausschließlich in Marvels Superhelden-Universum agiert, entzieht er sich einer eindeutigen Klassifikation als Superheld; Hulk und Banner haben eine Beziehung, die viel mehr an Dr. Jekyll und Mr. Hyde erinnert. In seiner bekanntesten Verwandlung hat Hulk wenig Intelligenz und Selbstkontrolle und kann enorme Zerstörungen verursachen. Als Ergebnis wird er vom Militär, das ihn als Waffe nutzen möchte, und anderen Superhelden gejagt, was Banner oft dazu veranlasst, Hulk mehr als einen Fluch als einen Segen anzusehen.
Als Vorlage für die Figur des Hulks dient neben Dr. Jekyll und Mr. Hyde auch Frankensteins Monster aus der Verfilmung von 1931. Außerdem erinnert sein übermenschlich muskulöser Körper an den eines modernen Bodybuilders, was seine enorme Stärke repräsentieren soll. Das verweist auch auf die Figur des King Kong als mögliches Vorbild.
In vergangenen Jahrzehnten haben Comicautoren die Figur als ein Symbol innerer Rage und psychischer Belastung nach Sigmund Freud porträtiert. Hulks Existenz wurde rückwirkend als eine Spätfolge von Kindesmisshandlung und dissoziativer Identitätsstörung und Misshandlung erklärt. Seine Beziehung zu Betty Ross nimmt zudem Bezüge zu Die Schöne und das Biest und King Kong und die weiße Frau.

### Verwandlungen
Hulk ist zunächst als eine separate Einheit von Bruce Banner zu charakterisieren, ein Destillat seines Ärgers, die schrittweise ihre eigene Persönlichkeit und eigene, von Banner losgelöste, Erinnerungen entwickelt hat.
Hulk besitzt vier Kernpersönlichkeiten, die jeweils einen Aspekt von Banners Psyche repräsentieren. Der emotionale Zustand zu Zeiten der Transformation entscheidet darüber, welche davon gerade dominant ist. Je ausgeprägter seine Wut ist, desto mehr Stärke entwickelt er. Seine Kraft ist unbegrenzt, potenziert durch seine Wut. Die Persönlichkeit ist jedoch entscheidend für seine Grundstärke, das heißt ist die Transformation in einen bestimmten Charakter erfolgt, so verfügt zum Beispiel der Graue Hulk über deutlich weniger Körperkraft als Savage Hulk und der „Professor“. Als Bruce Banner hat er die körperliche Kraft eines normalen Menschen.
- Dr. Bruce Banner – Die Kernpersönlichkeit, er ist das emotional unterdrückte Genie, das so brillant ist, dass es mit keinem bekannten Intelligenztest gemessen werden könnte. Banner ist ein vorsichtiger, ängstlicher Typ, der Gefahren aus dem Weg geht, aber dennoch in der Lage ist, für seine Freunde tatsächliche Risiken auf sich zu nehmen. Häufig versucht Bruce, die Bestie in seinem Inneren zu unterdrücken. Banner kann sich in verschiedene Versionen des Hulk transformieren, während sich sein Alter Ego nur in Banner verwandeln kann. Banner wird üblicherweise mit einem Laborkittel und einer Brille dargestellt, um seinen wissenschaftlichen Hintergrund zu betonen, manchmal aber auch in einfacher Straßenkleidung, um nicht erkannt zu werden.

- Kluh / Hulk’s Hulk – Diese Form des Hulk kommt bei großer Trauer hervor. Kluh hat eine schwarze Haut und ein rotes Linienmuster darauf. Außerdem hat er rote Augen und einen weißen Irokesenschnitt. Die Kluh-Form kam zum ersten Mal während des Events „Avengers&X-Men Axis“ zum Vorschein.

- Savage Hulk / Green Hulk – Diese den meisten als Hulk bekannte Form besitzt die emotionale und intellektuelle Intelligenz und das Temperament eines kleinen Kindes und spricht von sich üblicherweise in der dritten Person. Savage Hulk ist zumeist äußerst wütend und wild, beansprucht aber auch viel Zeit für sich alleine und wird für gewöhnlich grünhäutig und schwer muskelbepackt dargestellt. Als Kind fühlte Bruce sich schwach und hilflos, daher ist der Savage Hulk (sein Inneres Kind) auch seine stärkste Inkarnation. Eine Zeit lang hatte Banners Intellekt und Persönlichkeit einmal die volle Kontrolle über den Hulk, doch im Verlauf der ersten Comic-Serie Secret Wars setzte sich nach und nach wieder die unkontrollierbare Seite des Hulks durch. Zudem wird er größer und stärker, je wütender er wird.

- Grey Hulk / Mr. Fixit – Nachdem der Hulk bei einer von seinem Feind, dem Leader, inszenierten Gammabombenexplosion für tot gehalten worden war, arbeitete er – diesmal in einer grauen Version – eine Zeit lang als Schläger in Las Vegas unter dem Namen Joe Fixit und hat wenig moralische Bedenken, wenn es beispielsweise darum geht, andere zu manipulieren. Er hat eine durchschnittliche Intelligenz, obwohl er gelegentlich Wissen und intelligente Fähigkeiten von Bruce Banner zeigt. Er ist hedonistisch, gerissen, arrogant und mit einem versteckten Gewissen versehen. In den meisten seiner Auftritte in Las Vegas erscheint er nur bei Nacht und verwandelt sich bei Sonnenaufgang zurück. In Incredible Hulk vol.II, Ausgabe # 333, charakterisiert Leader den Grauen Hulk als eine Figur, die bei Neumond am ruhigsten und bei Vollmond am wildesten ist – seine Aversion zu Sonnen- und Mondlicht verschwand, als die Nacht als Verwandlungsauslöser später entfernt wurde. Obwohl er der kleinste der Hulks ist, überragt der Graue Hulk einen normal großen Menschen. Er kleidet sich mit Vorliebe in maßgeschneiderte Anzüge.

- Merged Hulk / The Professor – Die Fusion (englisch: „merger“) von Bruce Banner, dem Savage und dem Grauen Hulk, die in Ausgabe # 337 (geschrieben von Peter David) ins Leben gerufen wurde, ist der freundlichste der Hulks. Er wurde in den Therapiestunden von Doc Samson als die „perfekte“ Version des Hulk konzipiert – frei von Angst, Wut oder Schmerz. Der Merged Hulk wurde später in Der Professor umbenannt und wird als vierte, separate Figur gesehen, die Banners Ideale, Heldentum und Intelligenz repräsentiert. Der Merged Hulk ist geneigt „Hulk smash!“ zu äußern, was eigentlich das bekannteste Schlagwort des Savage Hulk ist. Er ist Mitglied und Führer eines Teams von Superhelden mit dem Namen Pantheon. Diese Version kann meistens nur durch Gammabestrahlung hervorgerufen werden. Er ist die einzige Version, die kein Problem hat als „Bruce“ angesprochen zu werden.

- Devil Hulk – Der Devil Hulk ist die übel gesinnte Persönlichkeit von Bruce Banner, die Banners ganze Verbitterung repräsentiert. Er ist einer von Hulks Feinden und versucht stets aus Banners Unterbewusstsein auszubrechen. Er versucht die Welt zu zerstören, die Banner so zugesetzt hat, und hinterlässt gleichzeitig nichts, was Banner lieb und teuer ist. Er erschien das erste Mal, als Banner schwer krank war. Bruce reiste damals in sein eigenes Gedächtnis, um mit den drei dominanten Hulks einen Handel abzuschließen, der besagte, dass er die Kontrolle über seinen Körper abgibt, wenn ihm die Bürde seiner Krankheit zu schwer wird. Zu diesem Zeitpunkt trat der Devil Hulk auf den Plan, konnte sich aber danach nur ein einziges Mal kurz zeigen, als die Intrigen von General Ryker die Barrieren zerschmetterten, die den Devil Hulk gefangen hielten. Glücklicherweise war er lange genug in seinem Handeln eingeschränkt, so dass Banner sich erholen und den Devil Hulk schließlich ganz in sein Unterbewusstsein verschließen konnte.

- Weitere Persönlichkeiten – In manchen Comics wird der Hulk von seinen Feinden psychisch oder physisch beeinflusst. Dadurch erwachen neue Persönlichkeiten in ihm, wie der Mindless Hulk oder Savage Banner.

- Darüber hinaus gibt es seit Januar 2008 einen Roten Hulk, der seinen ersten Auftritt in der inzwischen vierten Hulk-Serie Hulk vol.IV, # 1 hatte. Dieser Rote Hulk oder Rulk ist jedoch keine Inkarnation von Bruce Banner, sondern eine zweite, lange geheim gehaltene Identität von Banners langjähriger Nemesis General Thaddäus E. „Thunderbolt“ Ross. Er wurde von General Ross unter Mithilfe verschiedener prominenter Wissenschaftler – unter ihnen Doc Samson und Leader – im Rahmen eines Programmes zur Erschaffung von „Supersoldaten“ geschaffen. Seine Fähigkeiten entsprechen im Wesentlichen denen des Grünen/Savage Hulk, mit dem wesentlichen Unterschied, dass er bei weiterer Verärgerung nicht stärker wird, dafür aber enorme Hitze abstrahlt, und eine durchschnittliche Intelligenz, gepaart mit einem militärisch geschulten Denken, beibehält.

## Figuren

### Verbündete
- She-Hulk: Die Anwältin Jennifer Walters ist Bruce Banners Cousine, der er notgedrungen eine Bluttransfusion gibt, nachdem sie schwer verwundet worden ist. Dies hat ihr ähnliche Kräfte verliehen wie die des Hulk.

- Rick Jones: Bruce Banner rettete diesem Teenager das Leben, was seine Gammaverstrahlung und damit Verwandlung in den Hulk durch eine Gammabomben-Explosion überhaupt erst verursachte. Später wurde Rick vom Leader entführt und durch ihn zu A-Bomb.

- Jim Wilson, ein Freund und Vertrauter von Bruce Banner, war die erste HIV-positive Figur in einem Mainstream-Comic und starb schließlich an seiner Krankheit (in: Incredible Hulk # 420).

- Dr. Leonard „Doc“ Samson steht Banner als Psychologe zur Seite. Er hat es sich zur Aufgabe gemacht, Dr. Banner vom Hulk zu befreien.

- Betty Ross: Zu ihr entwickelt Bruce Banner im Laufe der Serie eine beständige Liebe. Auch sie hegt starke Gefühle für ihn, weshalb die beiden später heiraten. Sie will ihren Vater, General Thunderbolt Ross, stets davon abbringen, den Hulk zu bekämpfen. Betty wurde angeblich durch Abominations Hände getötet, doch wurde sie vom Leader und seiner Gruppe, der Intelligencia, am Leben gehalten und wie ihr Vater verwandelt. So entsteht die Rote She-Hulk.

- Jarella: Hulks Liebe aus einer anderen Dimension stirbt im Laufe der Serie.

- Warbound

- Wolverine ist ein besonders bedeutendes Mitglied der X-Men; er hatte seinen ersten Auftritt in einer Ausgabe der Serie Incredible Hulk.

- Sentry: Der mächtige Robert Reynolds wirkt im Marvel-Universum als Superheld und einer der wenigen, die einen wütenden Hulk zu beruhigen und zu Vernunft bringen können.

- The Thing: Ben Grimm, Mitglied der Fantastischen Vier, bester Freund von Reed Richards (Mr. Fantastic), ist ähnlich missgestaltet und körperstark wie Hulk. Die beiden pflegen eine Rivalität.

- Marlo Chandler: Grey Hulks (Mr. Fixits) ehemalige Lebenspartnerin wird später Rick Jones’ Frau.
- Caeira: Hulks geliebte Frau vom Planeten Sakaar hatte einen Sohn mit ihm, Skaar.

### Feinde
- Abomination stellt den (physisch) gefährlichsten Gegner des Hulk dar. Er wurde ebenfalls durch Gamma-Strahlung hervorgebracht und ist ebenso missgestaltet und von grüner Hautfarbe. Durch die Verwandlung seiner Menschlichkeit beraubt, versucht er alles, um den Hulk zu verletzen, sei es seelisch oder körperlich. Häufig arbeitet er für den Leader. Auch in der TV-Serie Der unglaubliche Hulk (1978–1982) tritt in dem Zweiteiler Unheimliche Begegnungen eine Art Abomination auf, hier eher menschlicher, aber nicht minder gefährlich. Diese Version entstand, anders als Banners Hulk, durch natürliche, bewusste Gammabestrahlung. Jedoch entwickelte sich dieser Hulk zu einem Killer, da die Gesinnung seines Wirtes, Dell Frye, ebenfalls bösartig war. Eine Zeitlang konnte er geheilt werden, jedoch verhalf ihm Banner unfreiwillig wieder zur Fähigkeit, sich zu verwandeln. Am Ende konnte Frye jedoch besiegt werden.

- Absorbing Man: Er ist ein Gegenspieler Thors und dazu in der Lage, die Fähigkeiten und Eigenschaften von Dingen und Menschen zu absorbieren, die er berührt.

- Bi-Beast

- Blastaar: Er nennt sich selbst „die Lebende Bombe“, was auch seine Kräfte direkt auf den Punkt bringt, und ist eigentlich ein Feind der Fantastic Four.

- Leader: Dieses gammastrahlende Supergenie ist ein Erzfeind des Hulk. In der Realverfilmung Der unglaubliche Hulk (2008) wird sein menschliches Ich kurz gezeigt.

- Tyrannus: Dieser Möchtegern-Welteroberer, Herrscher eines unterirdischen Reiches und langjähriger Hulk-Gegner, besaß einst den Körper von Abomination.

- Maestro stellt eine bösartige Zukunftsversion des Hulk dar, welche sich zum König ausrief, nachdem die Welt durch einen Atomkrieg in Trümmern liegt. Scheinbar hat der Verlust all seiner Freunde ihn völlig seiner Menschlichkeit beraubt. Der Maestro hat einen grauen Bart, trägt Barbarenkleidung, hat eine kalte Persönlichkeit, ist dem Hulk mehrfach überlegen in Sachen Stärke und wird nur besiegt, indem er in die Vergangenheit geschickt wird - die Bombe, welche den Hulk erschuf, zerstörte den Maestro. Ironischerweise ist er genau die Bedrohung, für den General Ross den Hulk zu Lebzeiten immer gehalten hatte. Er spiegelt wider, was der Hulk werden könnte, wenn er weiterhin nur Leid erfahren würde.

- Red King hat die Position des Imperators auf dem Planeten Sakaar inne.

- General John Ryker: Als unbarmherziger Militärführer stellt er Hulk beharrlich nach.

- General Thaddeus „Thunderbolt“ Ross: Betty Ross’ Vater dient ebenfalls als militärischer Führer und jagt Hulk.

- Major Glenn Talbot: Betty Ross’ Ex-Mann, ein Offizier, versucht, Banner zu töten und somit Hulk zu zerstören.

- Wendigo: Wendigos entstehen, wenn Menschen zu Kannibalen werden. Eine dieser superstarken Kreaturen ist verantwortlich für das erste Aufeinandertreffen von Wolverine und Hulk.

- Zzzax verwandelte sich in ein Wesen aus lebendiger Elektrizität und gilt nun als Superschurke.

## Hulk in anderen Medien

### Fernsehen
Hulk startete im Fernsehen als Teil der Fernsehserie Marvel Super Heroes im Jahr 1966. Die 39 jeweils 10-minütigen Episoden teilte sich Hulk zusammen mit den Superhelden Captain America, Iron Man, Thor und Namor. Die Episoden basierten auf frühen Geschichten der Comics und der Serie Tales To Astonish.
Große Bekanntheit erlangten die Fernsehserie Der unglaubliche Hulk und die daraus resultierenden Fernsehfilme mit Bill Bixby als Dr. David Bruce Banner und dem Bodybuilder Lou Ferrigno als Hulk, die zwischen 1978 und 1982 entstanden. Nach 1982 wurde die Serie mit 13 Episoden im Comic-Format als Der unglaubliche Hulk fortgesetzt. In ihr kamen nun mehr Figuren vor als noch in der Live-Action-Serie, darunter Rick Jones, Betty Ross und ihr Vater, General Ross. 1996 wurde eine weitere Zeichentrickserie mit dem Titel Der unglaubliche Hulk produziert, welche das animierte Debüt des grauen Hulk und She-Hulk war.

### Realverfilmungen
Bisher gibt es sechs Realverfilmungen des Comics, vier Fernseh- und zwei Kino-Filme. Sie stammen aus den Jahren 1977 (Der unglaubliche Hulk), 1988 (Die Rückkehr des unheimlichen Hulk), 1989 (Der unheimliche Hulk vor Gericht), 1990 (Der Tod des unheimlichen Hulk), 2003 (Hulk) sowie 2008 (Der unglaubliche Hulk). Darüber hinaus gibt es mehrere Serien – sowohl als Realverfilmung als auch als Zeichentrick.
Der erste Hollywood-Kinofilm ist die Verfilmung von 2003, in der Ang Lee Regie führte. Eric Bana spielt Bruce Banner – der Hulk wurde mit Computereffekten umgesetzt. In diesem Film ist Banners Vater, gespielt von Nick Nolte, teilweise verantwortlich für Banners Schicksal, da er bereits vor dessen Geburt an sich selbst experimentierte und dann seine Gene weitervererbte. Banner wächst mit dem Gedanken auf, dass seine Eltern tot sind, was nur der halben Wahrheit entspricht, denn nur seine Mutter war nicht mehr am Leben. Sein Vater war dagegen für 30 Jahre aufgrund seiner Versuche und dem Mord an seiner Frau im Gefängnis inhaftiert. Da Bruce Banner bei Pflegeeltern aufwächst, hat er auch erstmals einen anderen Nachnamen.
Ein zweiter Kinofilm, Der unglaubliche Hulk (der nichts mit Ang Lees Film zu tun hat – also ein Reboot ist), mit Edward Norton, Liv Tyler und Tim Roth in den Hauptrollen, kam am 10. Juli 2008 in die deutschen Kinos. Die Regie übernahm Louis Leterrier.
Hulk spielt auch eine tragende Rolle in der Avengers-Verfilmung Marvel’s The Avengers von 2012. Im Film wird Bruce Banner von Mark Ruffalo dargestellt und der Hulk von Lou Ferrigno gesprochen, dem „Fernseh-Hulk“. Ruffalo hat einen kurzen Auftritt am Ende von Iron Man 3, wo er zwangsweise als Ersatzpsychologe für Tony Stark herhalten muss. In Avengers: Age of Ultron, Thor: Tag der Entscheidung, Avengers: Infinity War und Avengers: Endgame wird Bruce Banner erneut von Mark Ruffalo verkörpert.

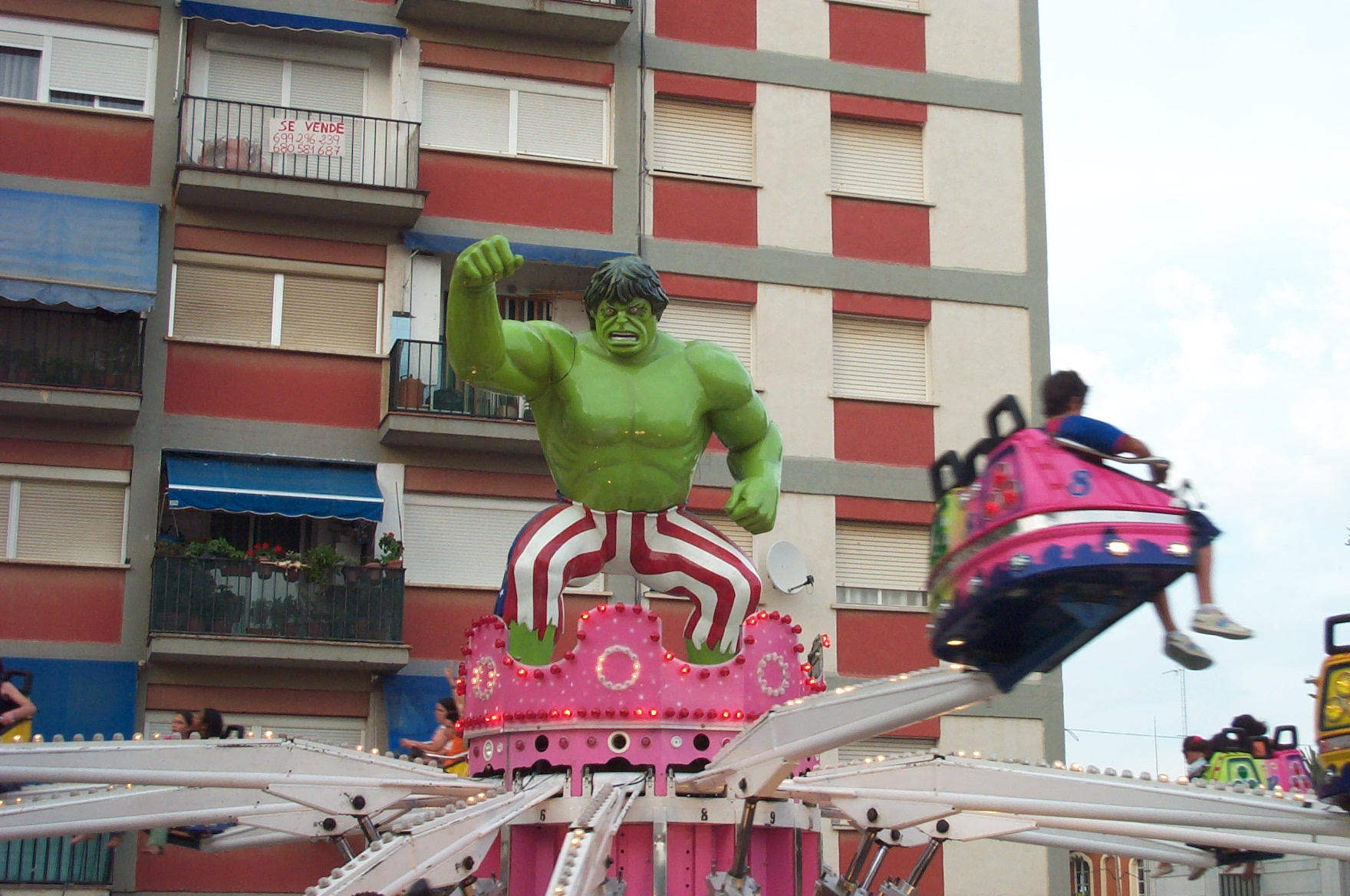
Fahrgeschäft mit einem Hulk

| Jahr                      | Titel                      | Originaltitel             | Regisseur                 | Titelrolle                | Anmerkung                 |
| Marvel Cinematic Universe | Marvel Cinematic Universe  | Marvel Cinematic Universe | Marvel Cinematic Universe | Marvel Cinematic Universe | Marvel Cinematic Universe |
| ------------------------- | -------------------------- | ------------------------- | ------------------------- | ------------------------- | ------------------------- |
| 2008                      | Der unglaubliche Hulk      | The incredible Hulk       | Louis Leterrier           | Edward Norton             |                           |
| 2012                      | Marvel’s The Avengers      | Marvel’s The Avengers     | Joss Whedon               | Mark Ruffalo              | Nebenrolle                |
| 2015                      | Avengers: Age of Ultron    | Avengers: Age of Ultron   | Joss Whedon               | Mark Ruffalo              | Nebenrolle                |
| 2017                      | Thor: Tag der Entscheidung | Thor: Ragnarok            | Taika Waititi             | Mark Ruffalo              | Nebenrolle                |
| 2018                      | Avengers: Infinity War     | Avengers: Infinity War    | Anthony und Joe Russo     | Mark Ruffalo              | Nebenrolle                |
| 2019                      | Avengers: Endgame          | Avengers: Endgame         | Anthony und Joe Russo     | Mark Ruffalo              | Nebenrolle                |

### Themen-Produkte
Produkte mit Hulk als Motiv umfassen Actionfiguren, Kleidung, Schmuck, Videospiele, Karten, Reißzwecken, Poster, Spielautos, Spiele, Brotdosen, Spielzeug, Pinball-Automaten, alle Arten von Sammlerstücken und eine Achterbahn in den Universal Studios Islands of Adventure in Orlando, Florida.

## Trivia
Die NASA benannte ein Sternbild nach Hulk.